# Сапелюк Богдан Михайлович
Богда́н Миха́йлович Сапелю́к (17 червня 1942, Бужок — 3 березня 2001, Львів) — український композитор, диригент, педагог, інженер з електронної техніки та програмування.
Широко відомий завдяки маршам для духового оркестру. Найвідоміші з них «Калина пам'яті» та «За рідну землю».

## Біографія

«Три Богдани» — Хмельницький, Гриньовський та Сапелюк (1967 рік)

Народився в Бужку. Змалу грав на різних музичних інструментах, зокрема й на духових: кларнеті, трубі, баритоні, тромбоні. Разом з аматорською оркестрою батька виступав на різних місцевих врочистостях.
По закінченні школи у лавах Радянської армії. Строкову службу проходив в Ленінграді у військовому оркестрі.
1964-го вступив до Львівської політехніки. Під час навчання мав чимале навантаження — два вечори — на репетиціях самодіяльного симфонічного оркестру політехніки, два — оркестру ЛВІ СВ, ще два — гра у танцювальному оркестрі клубу при інституті. Навчався майже винятково на «відмінно», у вільний час студіював технічну літературу. Отримав диплом інженера з електронної техніки, пізніше самостійно перекваліфікувався на програміста.
Сапелюк, як керівник оркестру, навів залізну дисципліну в духовому оркестрі політехніки. Створені власноруч партитури, через різний рівень музикантів-аматорів, іноді адаптував під реальні можливості виконавців. Співпрацював з військовими оркестрами міста, зокрема з оркестрою Західного оперативного командування котрий включив створені ним композиції до свого репертуару.

## Творчість
Богдан Сапелюк є одним з перших авторів військової музики часу Незалежної України, у мелодіях до компонування надавав перевагу темам січових та повстанських пісень.
Сприяв відродженню церемоніальної музики, його твори увійшли до першого українського маршового аудіозапису, у виконанні Галицького духового оркестру (1991), разом з творами інших композиторів — Сергія Войтюка (марші «Степан Бандера», «Симон Петлюра», «Євген Коновалець» та інші), Богдана Гриньовського («Марш на гуцульські мотиви») та Шоти Чіхрадзе («Сокільський» та інші марші Ярослава Ярославенка).
Більшість композицій Богдана Сапелюка створено для середнього мішаного духового оркестру. Розраховуючи, як правило, на похідне, а не оркестрово-симфонічне виконання, автор часто не завершував у партитурі партії гобоя та фагота, в деяких маршах не написано партії саксофонів, а один з маршів, «Повстанський» написано для малого мідного складу.
«Українські Повстанці» писав Сапелюк впродовж декількох років: переробляв, дописував різні варіанти. Для тріо ним написано спочатку варіант з використанням мелодії пісні «По той бік гора», а потім — з авторською темою. Обидва варіанти вперше прозвучали на репетиції духового оркестру ЗОК наприкінці лютого 2001 року.
Не бажаючи втратити перший варіант, але особисто надаючи перевагу варіантові авторському, упорядник вирішив зберегти у цьому виданні обидва: перший — у цифрах «4» і «5», інший — у цифрах «4А» і «5А», залишаючи можливість вибору виконання для диригента.

## Список творів
Марші:
1. Калина Пам'яті
2. Січова Слава
3. За Рідну Землю!
4. Не Пора
5. Молодь Христові
6. Будьмо!
7. Спомин
8. Повстанський марш
9. Українські повстанці

Аранжування для духового оркестру:
- Микола Лисенко — Друга рапсодія на українські теми «Думка-шумка»
- Мирослав Скорик — «Шуміла ліщина» (для голосу з оркестром)
- Михайло Вербицький — Симфонія № 6, частина 1
- Ф.Гарольд — Увертюра до опери «Zampa»
- А.Адан — Увертюра до опери «Коли б я був королем»
- В.-А. Моцарт — Увертюра до опери «Титус» («Милоседя Тита»)
- Фрідріх Флотов — Увертюра до опери «Марта»
- Джузеппе Верді — Великий фінал з І-го акту опери «Аїда»
- Амброзіо Тома — Увертюра до опери «Міньйон»
- Амброзіо Тома — Увертюра до опери «Раймонд або Секрет Королеви»
- Ейленберг — «Концерт в лісі»